# Tour Down Under 2016
De Tour Down Under 2016 werd verreden van 19 tot en met 24 januari in Australië en was de achttiende editie van deze meerdaagse etappekoers. De start en finish lagen in de buurt van Adelaide. De ronde was de eerste wedstrijd op de UCI World Tour 2016-kalender. De titelverdediger was de Australiër Rohan Dennis. Deze editie werd gewonnen door de Australiër Simon Gerrans. Het was de vierde keer dat Gerrans de ronde in eigen land won.

## Deelnemende ploegen
| 18 UCI World Tour-ploegen | 18 UCI World Tour-ploegen | 18 UCI World Tour-ploegen | 2 wildcards                 |
| ------------------------- | ------------------------- | ------------------------- | --------------------------- |
| AG2R La Mondiale          | FDJ                       | LottoNL-Jumbo             | Drapac Professional Cycling |
| Astana                    | Giant-Alpecin             | Movistar                  | Team UniSA-Australia        |
| BMC Racing Team           | IAM Cycling               | Orica-BikeExchange        |                             |
| Cannondale                | Katjoesja                 | Team Sky                  |                             |
| Dimension Data            | Lampre-Merida             | Tinkoff                   |                             |
| Etixx-Quick Step          | Lotto Soudal              | Trek-Segafredo            |                             |
|                           |                           |                           |                             |
|                           |                           |                           |                             |

## Favorieten
Als favorieten werden onder anderen Rohan Dennis, Simon Gerrans, Richie Porte, Luis León Sánchez, Diego Ulissi, Geraint Thomas en Lieuwe Westra genoemd.

## Etappe-overzicht
| etappe | datum      | start        | finish        | afstand  | winnaar       | klassementsleider |
| ------ | ---------- | ------------ | ------------- | -------- | ------------- | ----------------- |
| 1e     | 19 januari | Prospect     | Lyndoch       | 130,8 km | Caleb Ewan    | Caleb Ewan        |
| 2e     | 20 januari | Unley        | Stirling      | 132 km   | Jay McCarthy  | Jay McCarthy      |
| 3e     | 21 januari | Glenelg      | Campbelltown  | 139 km   | Simon Gerrans | Simon Gerrans     |
| 4e     | 22 januari | Norwood      | Victor Harbor | 138 km   | Simon Gerrans | Simon Gerrans     |
| 5e     | 23 januari | McLaren Vale | Willunga Hill | 151,5 km | Richie Porte  | Simon Gerrans     |
| 6e     | 24 januari | Adelaide     | Adelaide      | 90 km    | Caleb Ewan    | Simon Gerrans     |

## Etappe-uitslagen

### 1e etappe
| Prospect - Lyndoch (130,8 km) |                    |                             |          |
| Plaats                        | Naam               | Ploeg                       | Tijd     |
| Winnaar                       | Caleb Ewan         | Orica GreenEDGE             | 3u24'13" |
| 2                             | Mark Renshaw       | Dimension Data              | z.t.     |
| 3                             | Wouter Wippert     | Cannondale Pro Cycling Team | z.t.     |
| 4                             | Marko Kump         | Lampre-Merida               | z.t.     |
| 5                             | Adam Blythe        | Tinkoff                     | z.t.     |
| 6                             | Giacomo Nizzolo    | Trek-Segafredo              | z.t.     |
| 7                             | Ben Swift          | Team Sky                    | z.t.     |
| 8                             | Steele Von Hoff    | Team UniSA-Australia        | z.t.     |
| 9                             | José Joaquín Rojas | Movistar Team               | z.t.     |
| 10                            | Greg Henderson     | Lotto Soudal                | z.t.     |
|                               |                    |                             |          |
| 40                            | Laurens De Vreese  | Astana Pro Team             | z.t.     |

| Algemeen klassement |                   |                             |          |
| Plaats              | Naam              | Ploeg                       | Tijd     |
| Oranje trui         | Caleb Ewan        | Orica GreenEDGE             | 3u24'03" |
| 2                   | Mark Renshaw      | Dimension Data              | + 4"     |
| 3                   | Alexis Gougeard   | AG2R La Mondiale            | z.t.     |
| 4                   | Wouter Wippert    | Cannondale Pro Cycling Team | + 6"     |
| 5                   | Sean Lake         | Team UniSA-Australia        | + 7"     |
| 6                   | Marko Kump        | Lampre-Merida               | + 10"    |
| 7                   | Adam Blythe       | Tinkoff                     | z.t.     |
| 8                   | Giacomo Nizzolo   | Trek-Segafredo              | z.t.     |
| 9                   | Ben Swift         | Team Sky                    | z.t.     |
| 10                  | Steele Von Hoff   | Team UniSA-Australia        | z.t.     |
|                     |                   |                             |          |
| 42                  | Laurens De Vreese | Astana Pro Team             | z.t.     |

### 2e etappe
| Unley - Stirling (132,0 km) |                  |                             |          |
| Plaats                      | Naam             | Ploeg                       | Tijd     |
| Winnaar                     | Jay McCarthy     | Tinkoff                     | 3u26'40" |
| 2                           | Diego Ulissi     | Lampre-Merida               | z.t.     |
| 3                           | Rohan Dennis     | BMC Racing Team             | z.t.     |
| 4                           | Danilo Wyss      | BMC Racing Team             | z.t.     |
| 5                           | Petr Vakoč       | Etixx-Quick Step            | z.t.     |
| 6                           | Patrick Bevin    | Cannondale Pro Cycling Team | z.t.     |
| 7                           | Juan José Lobato | Movistar Team               | z.t.     |
| 8                           | Sergio Henao     | Team Sky                    | z.t.     |
| 9                           | Anthony Roux     | FDJ                         | z.t.     |
| 10                          | Enrico Battaglin | Team LottoNL-Jumbo          | z.t.     |
|                             |                  |                             |          |
| 18                          | Floris Gerts     | BMC Racing Team             | z.t.     |
| 30                          | Gert Dockx       | Lotto Soudal                | z.t.     |

| Algemeen klassement |                             |                             |          |
| Plaats              | Naam                        | Ploeg                       | Tijd     |
| Oranje trui         | Jay McCarthy                | Tinkoff                     | 6u50'43" |
| 2                   | Diego Ulissi                | Lampre-Merida               | + 4"     |
| 3                   | Simon Gerrans               | Orica GreenEDGE             | + 5"     |
| 4                   | Rohan Dennis                | BMC Racing Team             | + 6"     |
| 5                   | Reinardt Janse van Rensburg | Dimension Data              | + 9"     |
| 6                   | Patrick Bevin               | Cannondale Pro Cycling Team | + 10"    |
| 7                   | Enrico Battaglin            | Team LottoNL-Jumbo          | z.t.     |
| 8                   | Juan José Lobato            | Movistar Team               | z.t.     |
| 9                   | Anthony Roux                | FDJ                         | z.t.     |
| 10                  | Tobias Ludvigsson           | Team Giant-Alpecin          | z.t.     |
|                     |                             |                             |          |
| 19                  | Floris Gerts                | BMC Racing Team             | z.t.     |
| 28                  | Laurens De Vreese           | Astana Pro Team             | z.t.     |

### 3e etappe
| Glenelg - Campbelltown (139,0 km) |                    |                             |          |
| Plaats                            | Naam               | Ploeg                       | Tijd     |
| Winnaar                           | Simon Gerrans      | Orica GreenEDGE             | 3u37'34" |
| 2                                 | Rohan Dennis       | BMC Racing Team             | z.t.     |
| 3                                 | Michael Woods      | Cannondale Pro Cycling Team | z.t.     |
| 4                                 | Jay McCarthy       | Tinkoff                     | z.t.     |
| 5                                 | Steve Morabito     | FDJ                         | z.t.     |
| 6                                 | Rafael Valls       | Lotto Soudal                | z.t.     |
| 7                                 | Sergio Henao       | Team Sky                    | z.t.     |
| 8                                 | Domenico Pozzovivo | AG2R La Mondiale            | z.t.     |
| 9                                 | Richie Porte       | BMC Racing Team             | z.t.     |
| 10                                | Rubén Fernández    | Movistar Team               | z.t.     |
|                                   |                    |                             |          |
| 14                                | Pieter Serry       | Etixx-Quick Step            | + 13"    |
| 22                                | Lieuwe Westra      | Astana Pro Team             | z.t.     |

| Algemeen klassement |                    |                             |           |
| Plaats              | Naam               | Ploeg                       | Tijd      |
| Oranje trui         | Simon Gerrans      | Orica GreenEDGE             | 10u28'12" |
| 2                   | Jay McCarthy       | Tinkoff                     | + 3"      |
| 3                   | Rohan Dennis       | BMC Racing Team             | + 5"      |
| 4                   | Michael Woods      | Cannondale Pro Cycling Team | + 11"     |
| 5                   | Sergio Henao       | Team Sky                    | + 15"     |
| 6                   | Rafael Valls       | Lotto Soudal                | z.t.      |
| 7                   | Rubén Fernández    | Movistar Team               | z.t.      |
| 8                   | Steve Morabito     | FDJ                         | z.t.      |
| 9                   | Domenico Pozzovivo | AG2R La Mondiale            | z.t.      |
| 10                  | Richie Porte       | BMC Racing Team             | z.t.      |
|                     |                    |                             |           |
| 33                  | Lieuwe Westra      | Astana Pro Team             | + 37"     |
| 34                  | Pieter Serry       | Etixx-Quick Step            | z.t.      |

### 4e etappe
| Norwood - Victor Harbor (138,0 km) |                             |                    |          |
| Plaats                             | Naam                        | Ploeg              | Tijd     |
| Winnaar                            | Simon Gerrans               | Orica GreenEDGE    | 3u13'59" |
| 2                                  | Ben Swift                   | Team Sky           | z.t.     |
| 3                                  | Giacomo Nizzolo             | Trek-Segafredo     | z.t.     |
| 4                                  | Jay McCarthy                | Tinkoff            | z.t.     |
| 5                                  | Leigh Howard                | IAM Cycling        | z.t.     |
| 6                                  | Reinardt Janse van Rensburg | Dimension Data     | z.t.     |
| 7                                  | Sergej Lagoetin             | Team Katjoesja     | z.t.     |
| 8                                  | Aleksej Tsatevitsj          | Team Katjoesja     | z.t.     |
| 9                                  | Nathan Haas                 | Dimension Data     | z.t.     |
| 10                                 | Enrico Battaglin            | Team LottoNL-Jumbo | z.t.     |
|                                    |                             |                    |          |
| 17                                 | Lars Boom                   | Astana Pro Team    | z.t.     |
| 28                                 | Pieter Serry                | Etixx-Quick Step   | z.t.     |

| Algemeen klassement |                    |                             |           |
| Plaats              | Naam               | Ploeg                       | Tijd      |
| Oranje trui         | Simon Gerrans      | Orica GreenEDGE             | 13u41'58" |
| 2                   | Jay McCarthy       | Tinkoff                     | + 14"     |
| 3                   | Rohan Dennis       | BMC Racing Team             | + 26"     |
| 4                   | Sergio Henao       | Team Sky                    | + 28"     |
| 5                   | Steve Morabito     | FDJ                         | z.t.      |
| 6                   | Rubén Fernández    | Movistar Team               | z.t.      |
| 7                   | Domenico Pozzovivo | AG2R La Mondiale            | z.t.      |
| 8                   | Michael Woods      | Cannondale Pro Cycling Team | + 32"     |
| 9                   | Rafael Valls       | Lotto Soudal                | + 36"     |
| 10                  | Richie Porte       | BMC Racing Team             | z.t.      |
|                     |                    |                             |           |
| 24                  | Lieuwe Westra      | Astana Pro Team             | + 50"     |
| 25                  | Pieter Serry       | Etixx-Quick Step            | z.t.      |

### 5e etappe
| McLaren Vale - Willunga Hill (151,5 km) |                    |                             |          |
| Plaats                                  | Naam               | Ploeg                       | Tijd     |
| Winnaar                                 | Richie Porte       | BMC Racing Team             | 3u34'16" |
| 2                                       | Sergio Henao       | Team Sky                    | + 6"     |
| 3                                       | Michael Woods      | Cannondale Pro Cycling Team | + 9"     |
| 4                                       | Diego Ulissi       | Lampre-Merida               | + 17"    |
| 5                                       | Rafael Valls       | Lotto Soudal                | z.t.     |
| 6                                       | Rubén Fernández    | Movistar Team               | z.t.     |
| 7                                       | Domenico Pozzovivo | AG2R La Mondiale            | z.t.     |
| 8                                       | Simon Gerrans      | Orica GreenEDGE             | z.t.     |
| 9                                       | Jarlinson Pantano  | IAM Cycling                 | z.t.     |
| 10                                      | Patrick Bevin      | Cannondale Pro Cycling Team | z.t.     |
|                                         |                    |                             |          |
| 37                                      | Thomas De Gendt    | Lotto Soudal                | + 1'08"  |
| 67                                      | Lieuwe Westra      | Astana Pro Team             | + 3'53"  |

| Algemeen klassement |                    |                             |           |
| Plaats              | Naam               | Ploeg                       | Tijd      |
| Oranje trui         | Simon Gerrans      | Orica GreenEDGE             | 17u16'31" |
| 2                   | Richie Porte       | BMC Racing Team             | + 9"      |
| 3                   | Sergio Henao       | Team Sky                    | + 11"     |
| 4                   | Jay McCarthy       | Tinkoff                     | + 20"     |
| 5                   | Michael Woods      | Cannondale Pro Cycling Team | z.t.      |
| 6                   | Rubén Fernández    | Movistar Team               | + 28"     |
| 7                   | Domenico Pozzovivo | AG2R La Mondiale            | z.t.      |
| 8                   | Rafael Valls       | Lotto Soudal                | + 36"     |
| 9                   | Steve Morabito     | FDJ                         | + 49"     |
| 10                  | Patrick Bevin      | Cannondale Pro Cycling Team | z.t.      |
|                     |                    |                             |           |
| 32                  | Pieter Serry       | Etixx-Quick Step            | + 1'46"   |
| 45                  | Lieuwe Westra      | Astana Pro Team             | + 4'26"   |

### 6e etappe
| Adelaide - Adelaide (90 km) |                    |                             |          |
| Plaats                      | Naam               | Ploeg                       | Tijd     |
| Winnaar                     | Caleb Ewan         | Orica GreenEDGE             | 1u55'02" |
| 2                           | Mark Renshaw       | Dimension Data              | z.t.     |
| 3                           | Giacomo Nizzolo    | Trek-Segafredo              | z.t.     |
| 4                           | Adam Blythe        | Tinkoff                     | z.t.     |
| 5                           | Aleksej Tsatevitsj | Team Katjoesja              | z.t.     |
| 6                           | Ben Swift          | Team Sky                    | z.t.     |
| 7                           | Marko Kump         | Lampre-Merida               | z.t.     |
| 8                           | Davide Martinelli  | Etixx-Quick Step            | z.t.     |
| 9                           | Leigh Howard       | IAM Cycling                 | z.t.     |
| 10                          | Wouter Wippert     | Cannondale Pro Cycling Team | z.t.     |
|                             |                    |                             |          |
| 45                          | Gert Dockx         | Lotto Soudal                | z.t.     |

| Algemeen klassement |                    |                             |           |
| Plaats              | Naam               | Ploeg                       | Tijd      |
| Oranje trui         | Simon Gerrans      | Orica GreenEDGE             | 19u11'33" |
| 2                   | Richie Porte       | BMC Racing Team             | + 9"      |
| 3                   | Sergio Henao       | Team Sky                    | + 11"     |
| 4                   | Jay McCarthy       | Tinkoff                     | + 20"     |
| 5                   | Michael Woods      | Cannondale Pro Cycling Team | z.t.      |
| 6                   | Rubén Fernández    | Movistar Team               | + 28"     |
| 7                   | Domenico Pozzovivo | AG2R La Mondiale            | z.t.      |
| 8                   | Rafael Valls       | Lotto Soudal                | + 36"     |
| 9                   | Steve Morabito     | FDJ                         | + 49"     |
| 10                  | Patrick Bevin      | Cannondale Pro Cycling Team | z.t.      |
|                     |                    |                             |           |
| 31                  | Pieter Serry       | Etixx-Quick Step            | + 1'46"   |
| 48                  | Lieuwe Westra      | Astana Pro Team             | + 5'57"   |

## Klassementsleiders na elke etappe
| Etappe | Winnaar       | Algemeen klassement · | Sprintklassement · | Bergklassement · | Jongerenklassement · | Strijdlust                  | Ploegenklassement           |
| ------ | ------------- | --------------------- | ------------------ | ---------------- | -------------------- | --------------------------- | --------------------------- |
| 1      | Caleb Ewan    | Caleb Ewan            | Caleb Ewan         | Sean Lake        | Caleb Ewan           | Alexis Gougeard             | Cannondale Pro Cycling Team |
| 2      | Jay McCarthy  | Jay McCarthy          | Caleb Ewan         | Manuele Boaro    | Jay McCarthy         | Adam Hansen                 | Cannondale Pro Cycling Team |
| 3      | Simon Gerrans | Simon Gerrans         | Jay McCarthy       | Sergio Henao     | Jay McCarthy         | Laurens De Vreese           | Cannondale Pro Cycling Team |
| 4      | Simon Gerrans | Simon Gerrans         | Jay McCarthy       | Sergio Henao     | Jay McCarthy         | David Tanner                | Cannondale Pro Cycling Team |
| 5      | Richie Porte  | Simon Gerrans         | Simon Gerrans      | Sergio Henao     | Jay McCarthy         | Reinardt Janse van Rensburg | Cannondale Pro Cycling Team |
| 6      | Caleb Ewan    | Simon Gerrans         | Simon Gerrans      | Sergio Henao     | Jay McCarthy         | Maarten Tjallingii          | Cannondale Pro Cycling Team |

## Eindklassementen
| Plaats      | Naam               | Ploeg                       | Tijd      |
| ----------- | ------------------ | --------------------------- | --------- |
| Oranje trui | Simon Gerrans      | Orica GreenEDGE             | 19u11'33" |
| 2           | Richie Porte       | BMC Racing Team             | + 9"      |
| 3           | Sergio Henao       | Team Sky                    | + 11"     |
| 4           | Jay McCarthy       | Tinkoff                     | + 20"     |
| 5           | Michael Woods      | Cannondale Pro Cycling Team | z.t.      |
| 6           | Rubén Fernández    | Movistar Team               | + 28"     |
| 7           | Domenico Pozzovivo | AG2R La Mondiale            | z.t.      |
| 8           | Rafael Valls       | Lotto Soudal                | + 36"     |
| 9           | Steve Morabito     | FDJ                         | + 49"     |
| 10          | Patrick Bevin      | Cannondale Pro Cycling Team | + 50"     |
| 11          | Diego Ulissi       | Lampre-Merida               | + 52"     |
| 12          | Cameron Meyer      | Dimension Data              | + 56"     |
| 13          | Jesús Herrada      | Movistar Team               | + 58"     |
| 14          | Chris Hamilton     | Team UniSA-Australia        | z.t.      |
| 15          | Luis León Sánchez  | Astana Pro Team             | + 1'02"   |
| 16          | Louis Meintjes     | Lampre-Merida               | + 1'04"   |
| 17          | Jegor Silin        | Team Katjoesja              | + 1'11"   |
| 18          | Tiago Machado      | Team Katjoesja              | z.t.      |
| 19          | George Bennett     | Team LottoNL-Jumbo          | + 1'15"   |
| 20          | Simon Clarke       | Cannondale Pro Cycling Team | + 1'18"   |
|             |                    |                             |           |
| 31          | Pieter Serry       | Etixx-Quick Step            | + 1'46"   |
| 48          | Lieuwe Westra      | Astana Pro Team             | + 5'57"   |

| Plaats    | Naam              | Ploeg                       | Punten |
| --------- | ----------------- | --------------------------- | ------ |
| Rode trui | Simon Gerrans     | Orica GreenEDGE             | 51     |
| 2         | Jay McCarthy      | Tinkoff                     | 46     |
| 3         | Caleb Ewan        | Orica GreenEDGE             | 38     |
|           |                   |                             |        |
| 16        | Wouter Wippert    | Cannondale Pro Cycling Team | 19     |
| 29        | Laurens De Vreese | Astana Pro Team             | 10     |

| Plaats                | Naam            | Ploeg                       | Punten |
| --------------------- | --------------- | --------------------------- | ------ |
| Bolletjestrui (blauw) | Sergio Henao    | Team Sky                    | 38     |
| 2                     | Richie Porte    | BMC Racing Team             | 28     |
| 3                     | Michael Woods   | Cannondale Pro Cycling Team | 20     |
|                       |                 |                             |        |
| 5                     | Lars Boom       | Astana Pro Team             | 12     |
| 8                     | Thomas De Gendt | Lotto Soudal                | 9      |

| Plaats      | Naam                     | Ploeg                       | Punten    |
| ----------- | ------------------------ | --------------------------- | --------- |
| Groene trui | Jay McCarthy             | Tinkoff                     | 19u11'53" |
| 2           | Rubén Fernández          | Movistar Team               | + 8"      |
| 3           | Patrick Bevin            | Cannondale Pro Cycling Team | + 30"     |
|             |                          |                             |           |
| 23          | Floris Gerts             | BMC Racing Team             | + 24'49"  |
| 25          | Guillaume Van Keirsbulck | Etixx-Quick Step            | + 30'51"  |